# Jane Mattsson
Jane Elisabeth Mattsson, född 19 oktober 1906 i Stockholm, död där 18 oktober 1951, var en svensk skulptör.
Hon var dotter till fondmäklaren Arthur Victor Mattsson och Ester Fanny Evelina Westerdahl.  Mattsson studerade vid Tekniska skolan i Stockholm och för Charles Despiau och Paul Cornet vid Académie Scandinave i Paris samt för Nils Sjögren vid Konsthögskolan i Stockholm 1932-1938 och under ett stort antal studieresor i Europa bland annat till Nederländerna och Schweiz. Tillsammans med Birgit Hygrell och Brita Nordencreutz ställde hon ut i Köping 1946 och hon medverkade i samlingsutställningar på Liljevalchs konsthall, HSB:s God konst i alla hem samt med Sveriges allmänna konstförening. Hennes konst består av byster, friskulpturer och porträtthuvuden. 